# Rue Moufle
La rue Moufle est une rue du 11e arrondissement de Paris.

## Situation et accès
Elle commence au niveau du 35, rue du Chemin-Vert et se termine au niveau du 62, boulevard Richard-Lenoir. 
La rue Moufle est desservie par les stations Richard-Lenoir de la ligne 5 du métro et Saint-Ambroise de la ligne 9 du métro.

## Origine du nom
Elle doit son nom à Nicolas François Moufle, propriétaire du terrain, maire de l'ancien 8e arrondissement.

## Historique
Cette voie est formée en 1834 sur des terrains appartenant à M. Nicolas François Moufle, sous le nom de « passage du Chemin-Vert », devint le « passage Moufle » puis, vers 1930, la « rue Moufle ».

## Bâtiments remarquables et lieux de mémoire
- Centre Maayan (synagogue)